# Tony Trimmer
Tony Trimmer (n. 24 ianuarie 1943) este un fost pilot englez de Formula 1.